# MercurySteam
MercurySteam（マーキュリースチーム）は、スペイン・マドリードのゲーム開発スタジオ。

## 概要
「Severance: Blade of Darkness」などのタイトルを開発したRebel Act Studiosの元メンバーによって設立された。関連人物であるDave Coxは、「キャッスルヴァニア ロード オブ シャドウ」の三部作で開発に携わった元コナミのプロデューサーである。
2015年、Wii Uとニンテンドー3DSでメトロイドシリーズのリメイク作品の開発を検討していることが報じられた。このプロジェクトは中止となったが、「MercurySteamが『メトロイド』のリメイクをやってみたいと言っている」ということがNOE（Nintendo of Europe）を通じてシリーズプロデューサーの坂本賀勇へ伝えられ、同社の開発力に感銘を受けたことにより、後に任天堂との共同で「メトロイド サムスリターンズ」の開発を担当することとなる。
2020年12月、デンマークの映画スタジオであるNordisk Filmが所有権の40%を取得。
2021年6月16日、Nintendo Direct: E3 2021にて、任天堂との共同開発となるメトロイドシリーズ最新作「メトロイド ドレッド」が発表された。「メトロイド ドレッド」は2005年頃から構想があるとされていた作品であり、坂本は「MercurySteamとの出会いが大きな転換となった」と語っている。

## 開発作品
| タイトル                                           | 発売日（日本） | プラットフォーム                                                 | 販売会社                                          | 備考                             |
| -------------------------------------------------- | -------------- | ---------------------------------------------------------------- | ------------------------------------------------- | -------------------------------- |
| Scrapland                                          | 2005年6月24日  | Microsoft Windows、Xbox                                          | Enlight Software フロンティアグルーヴ（日本語版） | Xbox版は日本未発売               |
| Zombies                                            | 日本未発売     | Nokia 6680、Nokia N70                                            | MercurySteam                                      |                                  |
| Clive Barker's Jericho                             | 日本未発売     | Microsoft Windows PlayStation 3 Xbox 360                         | コードマスターズ                                  | Alchemic Productionsとの共同開発 |
| キャッスルヴァニア ロード オブ シャドウ            | 2010年12月16日 | PlayStation 3 Xbox 360 PC（Steam）                               | コナミデジタルエンタテインメント                  | 小島プロダクションとの共同開発   |
| キャッスルヴァニア ロード オブ シャドウ 宿命の魔鏡 | 2013年3月20日  | ニンテンドー3DS PlayStation 3 Xbox 360                           | コナミデジタルエンタテインメント                  |                                  |
| 悪魔城ドラキュラ ロード オブ シャドウ2             | 2014年9月4日   | PlayStation 3 Xbox 360 PC（Steam）                               | コナミデジタルエンタテインメント                  |                                  |
| メトロイド サムスリターンズ                        | 2017年9月15日  | ニンテンドー3DS                                                  | 任天堂                                            | 任天堂との共同開発               |
| Spacelords                                         | 2017年9月22日  | PC（Steam） PlayStation 4 PlayStation 5 Xbox One Xbox Series X/S | MercurySteam                                      | PC（Steam）版以外は日本未発売    |
| メトロイド ドレッド                                | 2021年10月8日  | Nintendo Switch                                                  | 任天堂                                            | 任天堂との共同開発               |